# Ja, „Pobieda” i Berlin (film)
Ja, „Pobieda” i Berlin (ukr. Я, Побєда і Берлін,Ya, Pobyeda i Berlin) – ukraiński film fabularny z 2024 roku w reżyserii Olgi Raszyny, oparty na powieści o tym samym tytule autorstwa muzyka Kuźmy Skriabina.
Zdjęcia kręcono w Kijowie, Lwowie i Berlinie. Oficjalna premiera miała miejsce 14 kwietnia 2024 roku.

## Fabuła
Trwają lata 90-te. Trzy dni przed planowanym koncertem, Kuźma, aspirujący muzyk, jedzie do Berlina ze swoim przyjacielem Bardem starą Pobiedą. Podobno jest tam kolekcjoner, który gotów jest wymienić ich samochód na Mercedesa-Benza 600. Kuźma obiecuje swojej dziewczynie Barbarze, że wróci do domu nowym samochodem, a kolegom z zespołu, że zdążą na koncert. Nie wszystko jednak idzie zgodnie z planem.

## Obsada
- Iwan Blindar jako Kuźma Skriabin
- Marija Stopnyk jako Barbara
- Wołodymyr Gewa jako Bard